# Буканська сільська рада
Бука́нська сільська рада (рос. Буканский сельский совет) — сільське поселення у складі Мамонтовського району Алтайського краю Росії.
Адміністративний центр — село Буканське.

## Населення
Населення — 1039 осіб (2019; 1014 в 2010, 1205 у 2002).

## Склад
До складу сільської ради входять:
| Населений пункт       | Населення, осіб (2002) | Населення, осіб (2010) |
| --------------------- | ---------------------- | ---------------------- |
| Буканське, село       | 1193                   | 1005                   |
| Вознесенський, селище | 12                     | 9                      |